# Peleteria rubihirta
Peleteria rubihirta är en tvåvingeart som beskrevs av Chao och Zhou 1987. Peleteria rubihirta ingår i släktet Peleteria och familjen parasitflugor. Inga underarter finns listade i Catalogue of Life.